# Artur Kępczyński
 Artur Jan Kępczyński  (ur. 24 czerwca 1967 w Sierpcu) – generał dywizji Wojska Polskiego; zastępca Szefa Logistyki Inspektoratu Wsparcia Sił Zbrojnych (2015–2018); szef Inspektoratu Wsparcia Sił Zbrojnych (2021–2025).

## Przebieg służby wojskowej
Artur Kępczyński we wrześniu 1986 podjął studia wojskowe jako podchorąży w Wyższej Oficerskiej Szkole Samochodowej, które ukończył w 1990 uzyskując dyplom inżyniera – dowódcy. W sierpniu tego roku był promowany na pierwszy stopień oficerski – podporucznika. W październiku 1990 otrzymał przydział służbowy do Chełmna, gdzie rozpoczął zawodową służbę wojskową na stanowisku dowódcy plutonu w 8 Ośrodku Szkolenia Specjalistów Czołgowych, a następnie pełnił służbę na stanowiskach dowódczych i dydaktycznych. W międzyczasie w 1992 ukończył Wojskowej Akademii Technicznej w Warszawie (wydział mechaniczny). W latach 1997–98 pełnił służbę w PKW UNIFIL Liban. W 2000 ukończył NATO/PfP Staff Officers Course, szkoła SWEDINT (Szwecja) oraz centrum szkolenia językowego DSL w Londynie (Wielka Brytania).
Do 2001 sprawował funkcję starszego wykładowcy, po czym w tym samym roku został skierowany do Heidelbergu, gdzie objął stanowisko starszego oficera ds. transportu w Połączonym Dowództwie NATO (JHQ Cent, Niemcy) pełniąc służbę do 2003. W międzyczasie w latach 2001–2002 ukończył kurs w NATO School Oberammergau (Niemcy) oraz w 2002 kurs logistyczny NATO w Technische Schule des Heeres w Aachen (Niemcy). W 2003 w ramach zajmowanego stanowiska został skierowany do Włoch, gdzie przez pół roku pełnił służbę w Regionalnym Dowództwie NATO w Neapolu. Jego zadaniem była koordynacja zabezpieczenia logistycznego operacji NATO na Bałkanach w Regionalnym Centrum Operacyjnym (ROC AFSOUTH). W 2004 został skierowany do służby w Dowództwie Wojsk Lądowych na stanowisko starszego specjalisty Oddziału HNS. W 2007 został skierowany służbowo do Bydgoszczy, gdzie objął stanowisko szefa wydziału HNS w Inspektoratu Wsparcia Sił Zbrojnych. W tym samym roku ukończył kurs specjalistyczny (planowanie i realizacja funkcji państwa – gospodarza oraz państwa wysyłającego). 
W latach 2008–2009 pełnił służbę w J4 Dowództwa Operacji Unii Europejskiej EUFOR Tchad/RCA. 17 sierpnia 2009 został wyznaczony na stanowisko szefa Oddziału Zabezpieczenia Funkcji Państwa Gospodarza (PŁK) w Dowództwie Pomorskiego Okręgu Wojskowego w Bydgoszczy. W 2009 ukończył studia podyplomowe w zakresie ochrony ludności i zarządzania kryzysowego na Uniwersytecie im. Kazimierza Wielkiego w Bydgoszczy. W 2011 objął stanowisko szefa Oddziału Interoperacyjności Logistycznej i HNS w Inspektoracie Wsparcia Sił Zbrojnych, gdzie do 2014 odpowiadał za koordynację wdrażania terytorialnego systemu zabezpieczenia logistycznego SZ RP opartego na WOG. W 2015 objął stanowisko zastępcy Szefa Logistyki IWsp SZ. W 2018 został wyznaczony do czasowego pełnienia obowiązków zastępcy Szefa Inspektoratu Wsparcia SZ – Szefa Logistyki. W 2020 ukończył podyplomowe studia polityki obronnej w Akademii Sztuki Wojennej w Warszawie. W 2020 brał udział w pracach zespołu negocjacyjnego w zakresie umowy o wzmocnionej współpracy obronnej Polski i USA. 
27 listopada 2020 w Warszawie minister obrony narodowej Mariusz Błaszczak wyznaczył go na stanowisko zastępcy Szefa Inspektoratu Wsparcia Sił Zbrojnych - Szefa Logistyki z dniem objęcia obowiązków 1 grudnia 2020. 1 kwietnia 2021 w obecności szefa Sztabu Generalnego WP  gen. Rajmunda Andrzejczaka objął funkcję na czasowo pełniącego obowiązki szefa Inspektoratu Wsparcia Sił Zbrojnych. 15 sierpnia 2021 prezydent RP Andrzej Duda mianował go na stopień generała brygady. Pełniąc służbę na różnych stanowiskach służbowych czynnie działał w wojskowym, logistycznym środowisku międzynarodowym: m.in. w ramach FINABEL-WG Logistics, SWG LOG-MED przy Komitecie WKPW oraz NTCC.  
Z dniem 2 listopada 2021 został wyznaczony na stanowisko szefa Inspektoratu Wsparcia Sił Zbrojnych. 14 sierpnia 2023 został mianowany na stopień generała dywizji. Kępczyński został odwołany ze stanowiska 9 stycznia 2025 roku po doniesieniach, że został powiązany z zaginięciem min przeciwpancernych, które później odnaleziono w magazynie Ikei.

## Życie prywatne
Zainteresowania gen. dyw. Artura Kępczyńskiego to turystyka motocyklowa, wędkarstwo oraz sport.  

## Awanse
- podporucznik – 1990[2]

(...)
- generał brygady – 15 sierpnia 2021[9]
- generał dywizji – 14 sierpnia 2023[14]

## Ordery, odznaczenia i wyróżnienia
- Złoty Krzyż Zasługi – 2025[15]
- Srebrny Krzyż Zasługi[1]
- Brązowy Krzyż Zasługi[16]
- Wojskowy Krzyż Zasługi[17]
- Srebrny Medal za Długoletnią Służbę[3]
- Złoty Medal „Za zasługi dla obronności kraju”[3]
- Złoty Medal „Siły Zbrojne w Służbie Ojczyzny”[3]
- Medal ONZ za misję UNIFIL[3]
- Odznaka Honorowa Wojsk Lądowych
- Buzdygan Honorowy[9]
- Odznaka pamiątkowa Inspektoratu Wsparcia Sił Zbrojnych – 2021 (ex officio)

i inne